# Hemaris saldaitisi
Hemaris saldaitisi là một loài bướm đêm thuộc họ Sphingidae. Loài này có ở Tuva ở Nga.